# Aurelius van Asturië
Aurelius (León, 740? - 774) was een zoon van Fruela Pérez, een broer van koning Alfons I.
Omdat Alfons, de zoon van koning Fruela nog minderjarig was, werd Aurelius door de raad van edelen in 768 verkozen als opvolger. Hij bestuurde Asturië tot zijn dood in 774.
De regeringsperiode van Aurelius was relatief rustig; de Moren werden in de slag bij Covadonga in 722 verslagen en toonden weinig interesse om het onherbergzame grondstofarme gebied weer in te nemen.
Aurelius stierf een natuurlijke dood en werd begraven in de kerk van de Heilige Martin in Langreo, een gemeente in Asturië. Hij werd opgevolgd door Silo, een schoonzoon van koning Alfons I.